# Sport Lisboa e Benfica 1995-1996
La pagina raccoglie i dati riguardanti il Benfica nelle competizioni ufficiali della stagione 1995-1996.

## Stagione
Il 1996 fu per il Benfica l'anno del 23° successo in Taça de Portugal, trionfo che qualificò la squadra per la Coppa delle Coppe 1996-1997: in campionato, dove Jorge subentrò a Wilson per le ultime tre partite arrivò seconda.
In Coppa UEFA, fu eliminato dal Bayern Monaco negli ottavi di finale.

## Maglie e sponsor
Vengono confermate le stesse divise della stagione precedente, prodotte dalla Olympic e sponsorizzate da Parmalat.
| Manica sinistra · Manica sinistra · Maglietta · Maglietta · Manica destra · Manica destra · Pantaloncini · Calzettoni |

## Rosa
| N. |                       | Ruolo | Calciatore            |
| -- | --------------------- | ----- | --------------------- |
| 1  | Belgio (bandiera)     | P     | Michel Preud'Homme    |
| 2  | Brasile (bandiera)    | D     | Paulo Pereira         |
| 3  | Brasile (bandiera)    | D     | Ricardo Gomes         |
| 4  | Portogallo (bandiera) | D     | Hélder Cristóvão      |
| 5  | Brasile (bandiera)    | D     | Emerson Augusto Thome |
| 6  | Portogallo (bandiera) | C     | Paulo Bento           |
| 7  | Portogallo (bandiera) | C     | José Calado           |
| 8  | Portogallo (bandiera) | C     | João Vieira Pinto     |
| 9  | Marocco (bandiera)    | A     | Hassan Nader          |
| 10 | Brasile (bandiera)    | C     | Valdo Filho           |
| 11 | Romania (bandiera)    | C     | Basarab Panduru       |
| 12 | Capo Verde (bandiera) | P     | José Veiga            |
| 13 | Portogallo (bandiera) | C     | Dimas Teixeira        |
| 14 | Portogallo (bandiera) | D     | Marinho               |
| 15 | Brasile (bandiera)    | A     | Aílton Delfino        |

| N. |                          | Ruolo | Calciatore          |
| -- | ------------------------ | ----- | ------------------- |
| 16 | Brasile (bandiera)       | D     | Devanir Ferreira    |
| 17 | Portogallo (bandiera)    | D     | Pedro Henriques     |
| 18 | Portogallo (bandiera)    | A     | Edgar Pacheco       |
| 19 | Portogallo (bandiera)    | D     | Bruno Caires        |
| 20 | Bulgaria (bandiera)      | C     | Ilian Iliev         |
| 21 | Brasile (bandiera)       | C     | Luís Gustavo        |
| 22 | Guinea-Bissau (bandiera) | D     | Daniel Kennedy      |
| 23 | Angola (bandiera)        | C     | Paulo António Alves |
| 24 | Portogallo (bandiera)    | P     | Fernando Brassard   |
| 25 | Brasile (bandiera)       | A     | Marcelo dos Santos  |
| 26 | Portogallo (bandiera)    | D     | Nelson Veríssimo    |
| 27 | Portogallo (bandiera)    | C     | Maniche             |
| 29 | Portogallo (bandiera)    | P     | Nuno Sampaio        |
| 30 | Argentina (bandiera)     | A     | Mauro Airez         |

## Statistiche

### Statistiche di squadra
| Competizione         | Punti | Totale | Totale | Totale | Totale | Totale | Totale | D.R. |
| Competizione         | Punti | G      | V      | N      | P      | Gf     | Gs     | D.R. |
| -------------------- | ----- | ------ | ------ | ------ | ------ | ------ | ------ | ---- |
| Primeira Divisão     | 73    | 34     | 22     | 7      | 5      | 56     | 25     | +73  |
| Coppa del Portogallo | -     | 6      | 5      | 1      | 0      | 9      | 1      |      |
| Coppa UEFA           | -     | 6      | 3      | 1      | 2      | 9      | 11     |      |
| Totale               |       | 46     | 30     | 9      | 7      | 74     | 37     | -    |

### Statistiche dei giocatori
| Giocatore    | Campionato | Campionato | Campionato | Campionato |
| Giocatore    | Pres       | Gol        | Am         | Esp        |
| ------------ | ---------- | ---------- | ---------- | ---------- |
| Aílton       | 4          | -          | -          | -          |
| Airez        | 15         | -          | 2          | -          |
| Alves        | 18         | 3          | 5          | -          |
| Bento        | 29         | 7          | 2          | 1          |
| Brassard     | 2          | -          | 2          | -          |
| Caires       | 16         | -          | 5          | 1          |
| Calado       | 14         | -          | 3          | -          |
| Cristóvão    | 31         | 2          | 10         | -          |
| Henriques    | 16         | -          | 4          | -          |
| João Pinto   | 31         | 18         | 9          | -          |
| Iliev        | 19         | 1          | 4          | 1          |
| Kennedy      | 22         | 1          | -          | -          |
| Luís Gustavo | 14         | -          | -          | -          |
| Marcelo      | 27         | 7          | 2          | -          |
| Marinho      | 18         | 1          | 3          | -          |
| Nader        | 10         | 6          | 2          | -          |
| Nuno Sampaio | 10         | -          | -          | -          |
| Pacheco      | 21         | 2          | 1          | -          |
| Panduru      | 15         | 3          | 4          | -          |
| Pereira      | 7          | -          | -          | 3          |
| Preud'Homme  | 33         | -          | -          | 1          |
| Ricardo      | 29         | 4          | 10         | 1          |
| Teixeira     | 30         | 2          | 9          | -          |
| Thome        | 8          | 1          | 2          | -          |
| Valdo Filho  | 30         | 4          | 10         | 1          |